# Нетті (Західна Вірджинія)
Нетті (англ. Nettie) — переписна місцевість (CDP) в США, в окрузі Ніколас штату Західна Вірджинія. Населення — 483 особи (2020).

## Географія
Нетті розташоване за координатами 38°13′3″ пн. ш. 80°42′0″ зх. д. / 38.21750° пн. ш. 80.70000° зх. д. (38.217601, -80.700099).  За даними Бюро перепису населення США в 2010 році переписна місцевість мала площу 8,17 км², з яких 8,16 км² — суходіл та 0,01 км² — водойми.

## Демографія
Згідно з переписом 2010 року, у переписній місцевості мешкало 568 осіб у 242 домогосподарствах у складі 177 родин. Густота населення становила 70 осіб/км².  Було 268 помешкань (33/км²).
Расовий склад населення:
| - 99,6 % — білих - 0,2 % — корінних американців |

До двох чи більше рас належало 0,2 %. Частка іспаномовних становила 0,7 % від усіх жителів.
За віковим діапазоном населення розподілялося таким чином: 18,5 % — особи молодші 18 років, 58,6 % — особи у віці 18—64 років, 22,9 % — особи у віці 65 років та старші. Медіана віку мешканця становила 47,4 року. На 100 осіб жіночої статі у переписній місцевості припадало 97,2 чоловіків;  на 100 жінок у віці від 18 років та старших — 90,5 чоловіків також старших 18 років.
Середній дохід на одне домашнє господарство  становив 59 491 долар США (медіана — 31 899), а середній дохід на одну сім'ю — 68 443 долари (медіана — 36 287). За межею бідності перебувало 13,2 % осіб, у тому числі 0,0 % дітей у віці до 18 років та 29,9 % осіб у віці 65 років та старших.
Цивільне працевлаштоване населення становило 338 осіб. Основні галузі зайнятості: науковці, спеціалісти, менеджери — 26,9 %, освіта, охорона здоров'я та соціальна допомога — 18,6 %, сільське господарство, лісництво, риболовля — 16,9 %, будівництво — 15,4 %.